# Teologia sistematica
La teologia sistematica, detta anche dogmatica, è una disciplina della teologia cristiana che si propone di organizzare la conoscenza religiosa, cioè il contenuto della propria fede che si reputa verità, in un sistema ordinato ed omogeneo, logicamente sequenziale.
Un rilievo particolare vi hanno le fonti della fede, che  possono essere le confessioni di fede, la tradizione ecclesiastica (ad esempio le interpretazioni dei padri della Chiesa) oppure il Magistero della chiesa. Le diverse tradizioni cristiane danno maggiore o minore importanza (o escludono) a ciascuna di queste "autorità".

## Caratteristiche
Il compito della teologia sistematica nell'ambito del Cristianesimo è quello di estrapolare  dalla rivelazione biblica (dalle Sacre Scritture, fonte ultima della fede), descrivere ed interpretare, tutti i dati disponibili su un determinato argomento (ad es. Dio, Uomo, peccato ecc.) esponendoli in forma ordinata secondo la loro importanza. Il Cattolicesimo e l'ortodossia orientale cercano di farlo tenendo conto della propria tradizione interpretativa (considerata ugualmente autorevole). Anche nel Protestantesimo, che in origine si prefigge di farlo in modo più immediato e originale, è inevitabile il riferimento più o meno consapevole ad una determinata tradizione o a presupposti filosofici, ma avendo come inizio, sviluppo e fine l'autorità della Bibbia (Sola scriptura).
Chiamata talvolta "teologia dogmatica" (perché tratta dei dogmi che dovrebbero essere accettati per fede), o "teologia costruttiva", obiettivo della teologia sistematica è dunque quello di presentare i temi principali della fede cristiana (dottrine) in forma panoramica ed organizzata, spesso intorno a quel principio o a quei principi di base che chi intraprende quest'opera ritiene fondamentali. Si può quindi parlare di una varietà di teologie sistematiche a seconda dell'approccio che le informa.
La teologia sistematica integra nella sua metodologia la teologia biblica e quella storica. Essa, inoltre, non solo si occupa di "costruire" le dottrine individuali della fede cristiana, ma rimane consapevole del rapporto causa-effetto di ciascuna dottrina con le altre. Essendo un "sistema" dove ogni elemento è legato omogeneamente e logicamente all'altro, se una dottrina cambia, i suoi effetti saranno sentiti in ogni altra area.
Alcuni considerano la teologia sistematica come un deposito di verità divine immutabili ed inalterabili. Sebbene le Sacre Scritture siano per i cristiani inviolabili, ogni generazione di cristiani esige una riformulazione della teologia meglio adatta al tempo in cui vive. In primo luogo, infatti, linguaggio e forme culturali cambiano ed il corpo delle verità cristiane, per rimanere intelligibile, deve poter portare un abito adatto; in secondo luogo, sorgono sempre nuove tematiche e problemi che sfidano la Chiesa ed esigono la sua risposta. Il testo biblico quindi, deve essere periodicamente reinterpretato e riapplicato al contesto contemporaneo.
La teologia sistematica fluisce in modo naturale nella teologia pratica (vale a dire, ha delle "conseguenze") in quanto le sue conclusioni sono poi applicate alla vita della Chiesa e di ogni singolo credente. Ci si chiederà, infatti, quali conseguenze ha o può avere ciascun particolare approccio alla teologia sistematica.
Nella Sicilia del XII secolo circolava il testo latino dell'Elementatio theologica di Proclo, che ispirò i cinque assiomi delle Maximae theologiae del maestro Alano di Lilla. Sul modello del Liber de causis, degli Elementi di Euclide e della teologia euclidea di Proclo, il De arte catholicae fidei di Nicola d'Amiens istituì una scienza teologica razionale sistematica nella quale le verità della fede erano espresse in teoremi dimostrati a partire da definizioni, postulati indimostrabili e assiomi autoevidenti. La teologia di Nicola d'Amiens è  "scienza superceleste"  certa e necessaria rispetto alle verità possibili delle scienze seconde, con le quali condivide il metodo assiomatico, ma non l'immutabile eternità delle sue sostanze separate: Dio, gli angeli e le anime.

## Possibilità e necessità della teologia sistematica
Contrariamente a quanti sostengono che la conoscenza umana di realtà metafisiche non sia possibile, il cristiano afferma che la conoscenza di Dio è possibile per diverse ragioni:
1. il Dio che esiste ha rivelato Sé stesso in modo significativo alle sue creature (1 Corinzi 2:10);
2. l'essere umano è creato ad immagine di Dio come essere razionale dotato della capacità di pensare i pensieri di Dio seguendo le Sue orme (Giacomo 3:9);
3. il credente gode del ristabilimento delle sue capacità epistemiche per grazia di Dio attraverso la rigenerazione (Colossesi 3:10);
4. il cristiano è posto in grado di percepire verità spirituali attraverso il dono dell'illuminazione dello Spirito Santo (Salmo 119:18; 1 Corinzi 2:14,15). Ne consegue che solo il cristiano condotto dallo Spirito Santo può fare teologia in modo gradito a Dio.

La teologia sistematica non solo si avvale della rivelazione biblica, ma tiene anche conto dei dati mediati da modalità secondarie di rivelazione come, per esempio, l'ordinamento creato (Salmo 19:1-6; Romani 1:18-21), il flusso provvidenziale della storia (Atti 17:26), e gli imperativi morali mediati dalla coscienza (Romani 2:14,15).
La teologia, però, non potrà mai avere un carattere assoluto giungendo alla perfetta conoscenza che Dio ha di Sé stesso, perché sarà sempre mediata da immagini e da simboli (conoscenza analogica) e affermazioni propositive (verità cognitive univoche). Però, anche un "linguaggio figurato" su Dio, per esempio, Dio come "Padre celeste", è conoscenza vera e valida, dato che l'analogia implica un cuore di verità univoca.
La teologia sistematica, quindi, presuppone che Dio possa essere conosciuto e che le verità su Dio possano essere comunicate significativamente nel linguaggio di tutti i giorni.
La chiesa cristiana intraprende l'opera della teologia sistematica per tre ragioni: (1) Che la chiesa ne possa essere edificata. Il popolo di Dio è spiritualmente arricchito da quegli insegnamenti che la teologia sistematica sostiene come cose che possono essere credute (2 Timoteo 3:16); (2) che l'Evangelo nella sua pienezza possa essere proclamato. Senza il fondamento di una solida teologia non vi può essere efficace predicazione, evangelizzazione, opera missionaria o traduzioni della Bibbia; (3) che il contenuto di verità della fede sia preservato. È espresso compito della teologia sistematica quello di esporre l'intero consiglio di Dio come ci è trasmesso dalla rivelazione. Laddove la teologia sistematica è svalutata, abbondano ignoranza e settarismo.

## Uno schema di teologia sistematica
I teologi organizzano i dati della rivelazione in modi diversi. Alcuni, Friedrich Schleiermacher, Paul Tillich, John MacQuarrie prendono avvio dall'essere umano e dalla sua condizione esistenziale e costruiscono così una "teologia dal basso". Altri, più fedeli alla tradizione, pongono Dio come dato primo e costruiscono così una "teologia dall'alto". Dietrich Bonhoeffer afferma che solo il secondo metodo è adeguato perché "l'uomo sa chi è solo alla luce di Dio". In particolare, teologi come Tommaso d'Aquino e Giovanni Calvino organizzano il materiale della teologia secondo lo schema tripartito trinitario. Altri, come Karl Barth, seguono un modello cristologico e cercano di rapportare i dati all'auto-rivelazione di Dio nelle Sacre Scritture. I più, però, ritengono migliore l'ordine logico espresso da Louis Berkhof, Charles Hodge, Josiah Strong ed altri, che organizzano i dati cominciando con Dio e la Sua rivelazione, seguito dall'uomo e la sua situazione di peccato, poi l'opera salvifica in Gesù Cristo, la società del popolo redento, e il compimento finale di tutte le cose.
- Prolegomena (fondamenta, presupposti e metodi della teologia sistematica).
  - Necessità della teologia sistematica.
  - Principio formale e materiale della teologia.
  - Fonti della conoscenza teologica.
    - La rivelazione.
    - La Bibbia o Sacre Scritture
      - Ispirazione della Bibbia.
      - Infallibilità della Bibbia.
      - L'inerranza della Bibbia.

    - La tradizione della chiesa.
    - Presupposti filosofici.
- La dottrina su Dio (teologia in senso proprio).
  - L'esistenza di Dio.
  - Conoscibilità di Dio.
  - Nomi di Dio.
  - Attributi di Dio.
    - Attributi incomunicabili
      - Immutabilità di Dio
      - Infinità di Dio
      - Unità di Dio

    - Attributi comunicabili
      - Spiritualità di Dio
      - Conoscenza di Dio
      - Veracità di Dio
      - Bontà di Dio
      - Fedeltà di Dio
      - Santità di Dio
      - Giustizia di Dio
      - Sovranità di Dio

  - La Santissima Trinità.
    - Dio il Figlio (Cristologia).
    - Dio lo Spirito Santo, (Pneumatologia).

  - Le opere di Dio.
    - I divini decreti in generale.
    - La predestinazione.
    - La creazione in generale.
      - La creazione del mondo spirituale.
      - La creazione del mondo materiale.

    - La provvidenza.
    - Teologia federale
- La dottrina sulla creatura umana in rapporto con Dio (Antropologia teologica)
  - L'essere umano nel suo stato originale
  - L'origine dell'essere umano
  - Costituzione dell'essere umano
  - L'essere umano come immagine di Dio
  - L'essere umano nel Patto d'Opere
  - L'essere umano nello stato di peccato
    - L'origine del peccato
    - Carattere del peccato
    - Trasmissione del peccato
      - Il peccato originale
      - Il peccato attuale

    - La punizione del peccato

  - L'essere umano del Patto di Grazia
    - Nome e concetto del Patto
    - Il Patto di Redenzione
    - Natura del Patto di Grazia
    - Il duplice aspetto del Patto
    - Diverse dispensazioni del Patto
- La dottrina della persona ed opera di Cristo, Cristologia.
  - La dottrina di Cristo nella storia.
  - Nomi e natura di Cristo.
  - L'unipersonalità di Cristo.
  - Gli stati di Cristo.
    - Lo stato di umiliazione.
    - Lo stato di esaltazione.

  - Gli uffici di Cristo.
    - Cristo come profeta.
    - Cristo come sacerdote.
      - Causa e necessità della propiziazione.
      - La natura della propiziazione.
      - Teorie divergenti sulla propiziazione.
      - Scopo ed estensione della propiziazione.
      - L'opera intercessoria di Cristo.

    - Cristo come re.
- La dottrina dell'applicazione dell'opera della redenzione (Soteriologia).
  - L'opera dello Spirito Santo in generale (Pneumatologia).
    - La grazia comune.
    - L'Unione mistica.
    - L'illuminazione.

  - La chiamata in generale e la chiamata esteriore.
  - Rigenerazione e chiamata efficace.
  - Adozione
  - Conversione.
  - Fede.
  - Giustificazione.
  - Santificazione.
  - Perseveranza dei santi.
- La dottrina della Chiesa e dei mezzi della grazia, l'Ecclesiologia.
  - La Chiesa.
  - Nomi della Chiesa nella Scrittura.
  - Dottrina della Chiesa nella storia.
    - Natura della Chiesa.
    - Il governo della Chiesa e i ministeri.
    - La disciplina della chiesa.

  - I mezzi della grazia.
    - La Predicazione della Parola come mezzo della grazia.
      - L'omiletica.
      - L'evangelizzazione.

    - I Sacramenti.
      - Il Battesimo cristiano.
      - La Cena del Signore.

  - La preghiera e il culto cristiano.
  - Maria, icona della Chiesa (Mariologia)
- Teologia etica
  - Teologia della terra.
  - Teologia del lavoro.
  - Teologia politica.
    - Lo stato nella concezione cristiana
    - Rapporti fra Chiesa e Stato
    - Sovranità delle sfere

  - Il tempo.
  - L'autorità.
- La dottrina escatologica, l'Escatologia.
  - Escatologia individuale.
    - La morte fisica.
    - L'immortalità dell'anima.
    - Lo stato intermedio.

  - Escatologia generale.
    - La seconda venuta di Cristo.
    - Il millenarismo.
      - Premillenarismo.
      - Postmillenialismo.

    - La risurrezione dei morti.
    - Il giudizio finale.
    - Lo stato finale.

## Rapporto della teologia sistematica con altre discipline
Dato che filosofia e teologia si impegnano in un'analisi critica del significato dei termini, seguono uno stretto processo di osservazione e di ragionamento per giungere a delle conclusioni, e tradizionalmente hanno cercato di formulare una concezione del mondo coerente, filosofia e teologia possono essere considerate discipline che si sovrappongono in larga parte. La religione d'altro canto, è definita come un complesso di credenze, atteggiamenti e pratiche che comportano un'espressione istituzionalizzata. Ogni religione sia semplice o sofisticata, ha sempre una teologia. Per questo la religione comporta un raggio più ampio della teologia. L'Etica definita come la scienza della condotta religiosa, opera nel quadro descrittivo della teologia sistematica e ne presume i risultati. L'Apologetica sviluppa una difesa ragionata dei presupposti cristiani di base al riguardo di Dio, Gesù Cristo e la Bibbia contro i presupposti divergenti di altre concezioni del mondo (metafisica) e modi di conoscere (Epistemologia).

## Storia della teologia sistematica nel cristianesimo
I primi tentativi di rendere giustizia all'unità della rivelazione sono stati fatti, per esempio, da Giovanni di Damasco, nella sua opera Fons scientiae, ed in Occidente da Pietro Lombardo (1100-1160), nelle sue Sententiae. Anche Tommaso d'Aquino cerca di dare unità ad un sistema teologico assorbendolo in ciò che considera filosofia cristiana.
Al tempo della Riforma protestante, Filippo Melantone, nei suoi Loci cerca di produrre "un sistema di posizioni dottrinali" tratto dalle Sacre Scritture. Queste teologie cercano di assumere l'ordine di discussione suggerito dalla Bibbia, cominciando dalla creazione, procedendo poi a descrivere il peccato e poi discutendo la Legge di Dio, continuando con i vangeli e terminando con l'escatologia.
Più di qualunque altro suo predecessore, Giovanni Calvino nella sua Istituzione della religione cristiana cerca di fare giustizia alla persuasione che l'unità e la razionalità dell'unico Dio è riflessa nella Sua rivelazione. Egli cerca di dimostrare come ciascuna dottrina sia interconnessa con le altre e debba essere interpretata come parte di un tutt'uno vivente. Egli cerca di porre Cristo come l'unico principio informatore di base di tutta la teologia sistematica.
Nel XVII secolo la teologia tende a ricadere nella discussione di una serie di dottrine distinte, ciascuna delle quali, separata dal tutto, può essere giustificata di per sé stessa. Le Sacre Scritture, inoltre, tendono ad essere usate in appoggio a proposizioni individuali senza riferimento al complesso della storia della salvezza.
Friedrich Schleiermacher è stato considerato il primo teologo ad assumere un principio teologico generale e, alla luce di quello, costruire un intero sistema in cui viene discussa attentamente ciascuna dottrina in rapporto all'unità dell'intero e alla luce di quel principio.
Nel XIX secolo sotto la pressione dell'idea che la rivelazione in sé stessa non ha alcuna razionalità sua inerente, i teologi, invece di usare la filosofia come strumento e mezzo per l'illustrazione della teologia, permettono alla propria filosofia di riformulare la loro teologia e di imporre ad essa una modalità di pensiero contemporaneo nella produzione di sistemi che spesso hanno uno scarso rapporto con l'Evangelo o con la Bibbia.
Nessun sistema particolare, però, potrà mai essere considerato l'ultima parola rispetto alla rivelazione o alle Sacre Scritture.

## Figure significative della teologia sistematica
- Hans Christoph Askani
- Agostino di Ippona
- Tommaso d'Aquino
- Joseph Ratzinger
- Karl Barth
- Herman Bavinck
- Hendrikus Berkhof
- Louis Berkhof
- Gerrit Cornelis Berkouwer
- Louis Bouyer
- Emil Brunner
- Giovanni Calvino
- Lewis Chafer
- James Hal Cone
- Millard Erickson
- John Frame
- Stanley Grenz
- Wayne Grudem
- Herman Hoeksema
- Charles Hodge
- Anthomy Hoekema
- Robert Jenson
- Eberhard Jüngel
- Veli-Matti Kärkkäinen
- John MacQuarrie
- Jürgen Moltmann
- Wolfhart Pannenberg
- Origene
- Pietro Lombardo
- Filippo Melantone
- Wolfhart Pannenberg
- Joseph Pieper
- Karl Rahner
- Robert Reymond
- Herman Ridderbos
- Rosemary Ruether
- Friedrich Schleiermacher
- William Greenough Thayer Shedd
- Gordon J. Spykman
- Kathryn Tanner
- Helmut Thielicke
- Paul Tillich
- Thomas F. Torrance
- Francesco Turrettini
- Kevin Vanhoozer
- Arnold Van Ruler
- Josiah Strong
- Cornelius Van Til
- Benjamin Breckinridge Warfield
- Otto Weber
- John Webster
- Rowan Williams